# Mozilla Thunderbird
Mozilla Thunderbird là một ứng dụng email, tin tức, RSS và ứng dụng trò chuyện đa nền tảng tự do nguồn mở, phát triển bởi Mozilla Foundation. Dự án này lấy hình mẫu từ trình duyệt Mozilla Firefox. Ngày 7 tháng 12 năm 2004, phiên bản 1.0 được phát hành, đạt được hơn 500.000 lượt tải chỉ trong ba ngày đầu, và 1.000.000 lượt cho 10 ngày. Nó được cài đặt mặc định trên các hệ thống desktop Ubuntu.
Ngày 6/7/2012, Mozilla tuyên bố công ty đã bỏ ưu tiên phát triển Thunderbird vì nỗ lực liên tục mở rộng bộ tính năng của Thunderbird hầu như không có kết quả. Mô hình phát triển mới được chuyển sang Mozilla chỉ cung cấp "Các bản phát hành hỗ trợ mở rộng", cung cấp các bản cập nhật bảo mật và bảo trì, đồng thời cho phép cộng đồng tiếp quản việc phát triển các tính năng mới.
Ngày 1/12/2015 Giám đốc điều hành Mozilla Mitchell Baker thông báo trong một bản ghi nhớ toàn công ty rằng việc phát triển Thunderbird cần phải được tách ra khỏi Firefox. Cô đã đề cập đến các nhà phát triển Thunderbird dành những nỗ lực lớn để đáp ứng các thay đổi đối với các công nghệ Mozilla, trong khi Firefox đang trả thuế để hỗ trợ phát triển Thunderbird. Cô cũng nói rằng cô không tin Thunderbird có khả năng "tác động toàn ngành" mà Firefox làm. Đồng thời, thông báo rằng Mozilla Foundation sẽ cung cấp ít nhất một ngôi nhà tài chính và pháp lý tạm thời cho dự án Thunderbird.
Kể từ bản ghi nhớ năm 2015, Mozilla đã đưa Thunderbird trở lai trong một thông báo vào ngày 9 tháng 5 năm 2017 và tiếp tục hỗ trợ sự phát triển của nó. Nhóm phát triển Thunderbird cũng đã mở rộng bằng cách thêm một số thành viên mới và đã trải qua một cuộc đại tu về bảo mật và giao diện người dùng.

## Lịch sử

Logo của Thunderbird (2018 - nay)

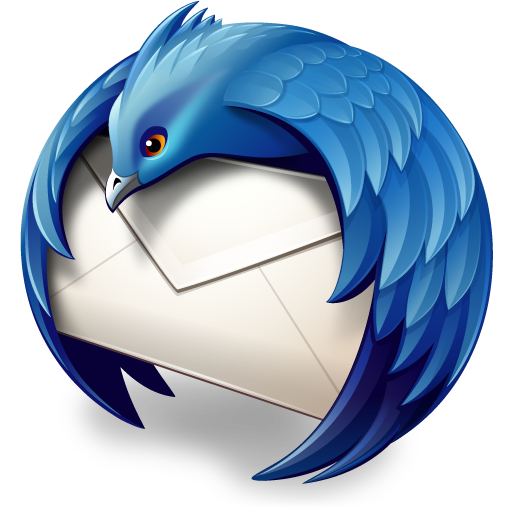
Logo của Thunderbird (2009 – 2018)

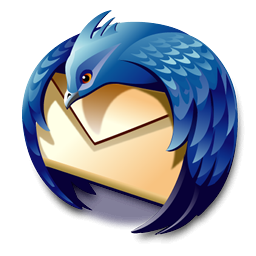
Logo của Thunderbird (trước 2009)

Ban đầu được gọi là Minotaur gọi theo tên Phoenix (tên gốc của Mozilla Firefox), dự án không được chú ý nhiều. Tuy nhiên, với sự thành công của Phoenix, nhu cầu cho một mail client tăng lên, và công việc trên Minotaur đã được hồi sinh dưới một tên mới, và chuyển sang bộ công cụ phát triển mới của nhóm Firefox.
Các phần việc quan trọng trên Thunderbird được khỏi động lại cùng với một thông báo rằng, kể từ phiên bản 1.5 trở đi, bộ Mozilla chính sẽ được thiết kế từ các chương trình tách biệt sử dụng toolkit mới. Điều này tương phản với hướng tiếp cận tất-cả-trong-một trước đây, và được hi vọng là sẽ tạo ra những đoạn mã hiệu quả hơn, cũng như cho phép người dùng hòa trộn và ghép các chương trình của Mozilla với các chương trình thay thế. Bộ ứng dụng Mozilla gốc vẫn tiếp tục được phát triển dưới tên SeaMonkey.
Ngày 23 tháng 12 năm 2004, Dự án Lightning được công bố là một chức năng lịch (lập kế hoạch, tác vụ, vv.) tích hợp chặt chẽ vào Thunderbird, và bây giờ đang hiện hữu dưới dạng phần bổ trợ. Lightning sẽ hỗ trợ đầy đủ các cơ chế và giao thức lịch được hỗ trợ bởi cơ sở hạ tầng Mozilla Calendar, giống như với (post-0.2) Sunbird hiện đại.
Ngày 11 tháng 10 năm 2006, Qualcomm và Mozilla Foundation tuyên bố "các phiên bản tương lai của Eudora sẽ dựa trên nền tảng công nghệ giống như email client mã nguồn mở của Mozilla." dự án có tên mã là Penelope.
Cuối năm 2006, Debian đổi thương hiệu Thunderbird thành Icedove vì lý do thương hiệu và bản quyền. Đây là sản phẩm thứ hai được đổi thương hiệu
Ngày 26 tháng 7 năm 2007, Mozilla Foundation công bố rằng Thunderbird sẽ được phát triển bởi một tổ chức độc lập, bởi vì Mozilla Corporation (chi nhánh của quỹ) sẽ tập trung vào việc phát triển Mozilla Firefox.
Ngày 17 tháng 9 năm 2007, Mozilla Foundation công bố hoạt động tài trợ cho một sáng kiến liên lạc trên internet mới, cùng với Tiến sĩ David Ascher của ActiveState. Mục đích của sáng kiến này là "phát triển các phần mềm liên lạc trên Internet dựa trên thương hiệu, mã nguồn và sản phẩm Thunderbird".
Ngày 19 tháng 2 năm 2008, Mozilla Messaging bắt đầu hoạt động với tư cách là một chi nhánh của Mozilla Foundation, chịu trách nhiệm phát triển các phương thức liên lạc qua thư điện tử hoặc tương tự. Sự tập trung đầu tiên là phiên bản Thunderbird 3 sắp tới. Các bản phát hành Alpha Preview của Thunderbird 3 có tên mã là "Shredder".
Ngày 4/4/2011, Mozilla Messaging sáp nhập vào nhóm Mozilla Labs của Mozilla Foundation.
Ngày 6/7/2012, một bản ghi nhớ bí mật từ Jb Piacentino, Giám đốc điều hành Thunderbird tại Mozilla, đã bị rò rỉ và xuất bản lên TechCrunch. Bản ghi nhớ chỉ ra rằng Mozilla sẽ chuyển một số nhóm ra khỏi dự án và việc phát triển thêm các tính năng mới sẽ được để lại cho cộng đồng. Bản ghi nhớ dự kiến phát hành vào ngày 9 tháng 7 năm 2012. Một bài viết tiếp theo của giám đốc điều hành Mozilla, Mitchell Baker, đã nêu quyết định của Mozilla về việc chuyển Thunderbird sang mô hình quản trị và phát hành mới.
Ngày 25 tháng 11 năm 2014, Kent James của Hội đồng Tình nguyện viên Thunderbird thông báo trên blog Thunderbird rằng những người đóng góp tích cực cho Thunderbird đã tập trung tại văn phòng Mozilla ở Toronto và thảo luận về tương lai của ứng dụng. Họ đã quyết định rằng cần thêm nhân viên làm việc toàn thời gian trên Thunderbird để Nhóm Thunderbird có thể phát hành một sản phẩm ổn định và đáng tin cậy và đạt được tiến bộ về các tính năng thường được cộng đồng yêu cầu.
Ngày 1/12/2015, đã đề xuất trong một bản ghi nhớ toàn công ty rằng Thunderbird nên được tách rời khỏi hạ tầng của Firefox. Bà gọi Thunderbird là một loại thuế đối với Firefox và nói rằng bà không tin Thunderbird có khả năng "tác động toàn ngành" mà Firefox đã làm. Mozilla vẫn quan tâm đến việc có vai trò trong Thunderbird, nhưng đang tìm kiếm thêm sự trợ giúp để giúp phát triển.
Ngày 9 tháng 5 năm 2017, Philipp Kewisch tuyên bố rằng Mozilla Foundation sẽ tiếp tục đóng vai trò là ngôi nhà tài chính và pháp lý cho dự án Thunderbird, nhưng Thunderbird sẽ di chuyển khỏi hạ tầng của Mozilla Corporation tách biệt các khía cạnh hoạt động của dự án.
Các phiên bản tạm thời/beta Thunderbird 57 và 58, được phát hành vào cuối năm 2017, bắt đầu thực hiện các thay đổi chịu ảnh hưởng của Firefox Quantum, bao gồm giao diện người dùng "Photon" mới. Mặc dù đã loại bỏ các hỗ trợ cho các tiện ích bổ sung dựa trên XUL chính thức cho WebExtensions trong Firefox Quantum, nhưng phiên bản ổn định/ESR của Thunderbird 60 vào giữa năm 2018 vẫn tiếp tục hỗ trợ chúng, mặc dù hầu hết sẽ yêu cầu cập nhật và không hỗ trợ WebExtensions cho Themes. Năm 2018, theo Mozilla, công việc đang được tiến hành để hỗ trợ theo kế hoạch trong Thunderbird 63 của WebExtensions và để tiếp tục "phần nào" hỗ trợ các addon kế thừa.

### Phát hành
Các bản phát hành Thunderbird diễn ra trong ba giai đoạn, được gọi là Beta, Earlybird, và Daily, tương ứng với các giai đoạn Beta, Aurora, và Nightly của Firefox. Ngày phát hành và các phiên bản Gecko hoàn toàn giống với Firefox; ví dụ, Firefox 7 và Thunderbird 7 đều được phát hành vào ngày 27 tháng 9 năm 2011 và cả hai đều dựa trên Gecko 7.0.
Bản mẫu:Timeline Mozilla Thunderbird

## Tính năng
Thunderbird là một ứng dụng email, nhóm tin tức, nguồn cấp tin tức và trò chuyện (XMPP, IRC, Twitter). Phiên bản nguyên gốc không phải là trình quản lý thông tin cá nhân (PIM), nhưng dù vậy, với phần mở rộng Mozilla Lightning, một phần lớn chức năng PIM đã được thêm vào. Các tính năng khác, nếu cần, có thể thêm vào thông qua phần mở rộng.

### Quản lý tin nhắn
Thunderbird có thể quản lý nhiều tài khoản email, nhóm tin tức và nguồn cấp tin tức và hỗ trợ nhiều danh tính trong tài khoản. Các tính năng như tìm kiếm nhanh, thư mục tìm kiếm đã lưu ("thư mục ảo"), lọc tin nhắn nâng cao, nhóm tin nhắn và nhãn giúp quản lý và tìm tin nhắn. Trên các hệ thống dựa trên Linux, tài khoản thư hệ thống (Movemail) được hỗ trợ. Thunderbird cung cấp hỗ trợ cơ bản cho các thông báo email mới dành riêng cho hệ thống và có thể được mở rộng với hỗ trợ thông báo nâng cao bằng cách sử dụng add-on.

### Lọc rác
Thunderbird kết hợp bộ lọc thư rác Bayes, danh sách trắng dựa trên sổ địa chỉ được bao gồm và cũng có thể hiểu phân loại theo các bộ lọc dựa trên máy chủ như SpamAssassin.

### Phần mở rộng và themes
Tiện ích mở rộng cho phép bổ sung các tính năng thông qua việc cài đặt các mô-đun XPInstall (còn gọi là "XPI" hay "zippy") thông qua website add-ons có tính năng cập nhật để cập nhật các phần mở rộng.
Thunderbird hỗ trợ nhiều themes để thay đổi giao diện tổng thể của nó. Các gói tệp CSS và hình ảnh này có thể được tải xuống thông qua trang web bổ trợ tại Mozilla Add-ons.

### Tiêu chuẩn hỗ trợ
Thunderbird tuân theo các tiêu chuẩn công nghiệp cho email:
- POP. Giao thức truy xuất email cơ bản.
- IMAP. Thunderbird đã triển khai nhiều khả năng trong IMAP, ngoài việc thêm các tiện ích mở rộng của riêng họ và các tiêu chuẩn thực tế của Google và Apple.[39]
- Hoàn thành địa chỉ LDAP.
- S/MIME Cung cấp mã hóa và ký email bằng các khóa X.509 được cung cấp bởi cơ quan chứng nhận tập trung.
- OpenPGP Được hỗ trợ thông qua các tiện ích mở rộng như Enigmail.

Đối với nguồn cấp dữ liệu web (ví dụ tổng hợp tin tức), có Atom và RSS.
Thunderbird tuân theo các giao thức internet khi chúng phát triển. Ví dụ, Tính đến  năm  2018, nó chạy trên IRCv3.1, nhưng không hỗ trợ IRCv3.2. Đối với các nhóm tin tức usenet họ cung cấp NNTPS mới nhất.

### Các định dạng file hỗ trợ
Thunderbird cung cấp hỗ trợ định dạng hộp thư bằng plugin, nhưng tính năng này chưa được bật do đang tiến hành công việc liên quan. Các định dạng hộp thư được hỗ trợ tính đến  tháng 7 năm 2014 là:
- mbox – Định dạng hộp thư Unix (một file chứa nhiều email)
- maildir – được gọi là maildir-lite (một file trên một email). bị tắt theo mặc định, "vì vẫn còn nhiều lỗi".[41]

Thunderbird cũng dùng Mork và (từ phiên bản 3) MozStorage (dựa trên SQLite) cho cơ sở dữ liệu nội bộ của nó. Mork đã được thay thế bằng MozStorage trong Thunderbird 3.0, nhưng bản phát hành 8.0 vẫn sử dụng định dạng file Mork. Phiên bản hiện tại của SeaMonkey, v2.14.1, vẫn sử dụng Mork cho các chỉ mục của nó cho cả thư mục thư POP và IMAP.

### Liên kết file lớn
Kể từ phiên bản 38, Thunderbird đã tích hợp hỗ trợ tự động liên kết các file lớn thay vì đính kèm chúng trực tiếp vào thư

### Lồng mã HTML
Menu Insert cung cấp khả năng chèn mã HTML code. Do đó, người ta có thể chèncác chỉ mục với <sub> và </sub>, ký tự nhiệt độ ° với °... vào tin nhắn

### Giới hạn và các vấn đề đã biết
Như với bất kỳ phần mềm nào, có thể có giới hạn về số lượng và kích thước của file và đối tượng được trình bày. Ví dụ: các thư mục POP3 phải tuân theo giới hạn thiết kế hệ thống file, chẳng hạn như kích thước file tối đa trên các hệ thống file không có hỗ trợ file lớn, cũng như các giới hạn có thể có của tên file dài và các vấn đề khác.

### Hỗ trợ đa nền tảng
Thunderbird chạy trên nhiều nền tảng. Các bản phát hành có sẵn trên trang phân phối chính hỗ trợ các hệ điều hành sau:
- Linux
- Windows
- macOS

Các port không chính thức có sẵn cho:
- FreeBSD[46]
- OpenBSD[47]

Các port cũ khác có thể có sẵn cho OS/2 và eComStation.
Mã nguồn có sẵn miễn phí và có thể được biên dịch để chạy trên nhiều kiến trúc và hệ điều hành khác.

### Quốc tế hóa và bản địa hóa
Với những người đóng góp trên toàn thế giới, khách hàng được dịch sang hơn 50 ngôn ngữ khác nhau, mặc dù địa chỉ email hiện bị giới hạn ở các phần ASCII cục bộ. Thunderbird chưa hỗ trợ SMTPUTF8 (RFC 6531) hoặc Địa chỉ Email quốc tế hóa.

### Bảo mật
Thunderbird cung cấp các tính năng bảo mật cấp doanh nghiệp và cấp chính phủ như kết nối TLS/SSL đến máy chủ IMAP và SMTP. nó cũng cung cấp hỗ trợ riêng cho email bảo mật S/MIME (chữ ký số và mã hóa tin nhắn bằng khóa). Bất kỳ tính năng bảo mật nào cũng có thể tận dụng thẻ thông minh với việc cài đặt các tiện ích mở rộng bổ sung.
Các tính năng bảo mật khác có thể được thêm vào thông qua các phần mở rộng. Ví dụ: Enigmail cung cấp ký, mã hóa và giải mã PGP.
Các biện pháp bảo vệ tùy chọn cũng bao gồm vô hiệu hóa tải hình ảnh từ xa trong tin nhắn, chỉ cho phép các loại phương tiện cụ thể (khử trùng) và vô hiệu hóa JavaScript.
Quân đội Pháp sử dụng Thunderbird và đóng góp cho các tính năng bảo mật của nó, được cho là phù hợp với các yêu cầu đối với hệ thống nhắn tin đóng của NATO.